# Município de Mary Ann
O município de Mary Ann (em inglês: Mary Ann Township) é um município localizado no condado de Licking no estado estadounidense de Ohio. No ano de 2010 tinha uma população de 2.116 habitantes e uma densidade populacional de 35,23 pessoas por km².

## Geografia
O município de Mary Ann encontra-se localizado nas coordenadas 40° 08′ 38″ N, 82° 19′ 37″ O. Segundo o Departamento do Censo dos Estados Unidos, o município tem uma superfície total de 60.06 km², da qual 59,9 km² correspondem a terra firme e (0,28 %) 0,17 km² é água.

## Demografia
Segundo o censo de 2010, tinha 2.116 habitantes residindo no município de Mary Ann. A densidade populacional era de 35,23 hab./km². Dos 2.116 habitantes, o município de Mary Ann estava composto pelo 97,02 % brancos, o 0,09 % eram afroamericanos, o 0,57 % eram amerindios, o 0,8 % eram asiáticos, o 0,24 % eram de outras raças e o 1,28 % eram de uma mistura de raças. Do total da população o 0,47 % eram hispanos ou latinos de qualquer raça.